# Microplitis excisus
Microplitis excisus är en stekelart som beskrevs av Telenga 1955. Microplitis excisus ingår i släktet Microplitis och familjen bracksteklar. Inga underarter finns listade i Catalogue of Life.